# Leudal
Leudal là một đô thị ở tỉnh Limburg, Hà Lan. Đô thị này được thành lập ngày 1 tháng 1 năm 2007 trên cơ sở sáp nhập các đô thị Heythuysen, Haelen, Hunsel, và Roggel en Neer.
Đô thị này có các trung tâm dân cư sau:
- Baexem
- Buggenum
- Ell
- Grathem
- Haelen
- Haler
- Heibloem
- Heythuysen
- Horn
- Hunsel
- Ittervoort
- Kelpen-Oler
- Neer
- Neeritter
- Nunhem
- Roggel